# Prometheus cochrus
Prometheus cochrus är en fjärilsart som beskrevs av Fabricius 1787. Prometheus cochrus ingår i släktet Prometheus och familjen Castniidae. Inga underarter finns listade i Catalogue of Life.